# Palazzo Rinuccini (Siena)
Il palazzo Rinuccini è uno dei più antichi palazzi di Siena, sito in via Cecco Angiolieri al n. 12, costruito dall'omonima famiglia nella seconda metà del XIII secolo e dal 1885 circa di proprietà della famiglia Mazzini, che lo ha trasformato in hotel.

## Storia e descrizione
Già a partire dalla prima metà del XII secolo la ricca famiglia Rinuccini edificò il proprio castellare nella zona compresa tra via Calzoleria e via Cecco Angiolieri. Il palazzo fu edificato nella seconda metà del XIII secolo ed è uno degli esempi più integri di architettura gotica civile della città. la facciata del palazzo è in pietra grigia e consta di 5 piani. Il primo piano ha alti pilastri con archi a sesto ribassato. I piani secondo e terzo presentano cinque finestre monofore dotate di archi a sesto acuto. Al terzo piano sono visibili due finestre più piccole che davano accesso a ballatoi in legno, sorretti da travi in legno infisse nella muratura, come testimoniato dalle "buche pontaie" ancora oggi visibili. L'uso di tali strutture fu accettato per tutto il XIII secolo, ma proibito a partire dall'inizio del XIV secolo. All'interno l'edificio ha subito profonde ristrutturazioni di gusto neogotico nel XX secolo, con l'aggiunta di pitture a motivi geometrici e floreali nelle sale voltate al quinto e ultimo piano, nel pozzo scale e nell'atrio.